# Ботаническая историография
Ботани́ческая историогра́фия, или историогра́фия бота́ники, — совокупность сочинений по истории ботаники; в более широком смысле — раздел истории науки, предметом изучения которого являются источники исторических знаний в области ботаники, вопросы развития и накопления ботанических знаний; «история истории ботаники». При этом следует учитывать, что нет чёткой границы между аннотированными библиографическими указателями и работами, посвящёнными ботанической историографии.
По мнению историка науки Даниила Лебедева, отношение к изучению источников знаний в различных разделах исторической науки сильно отличается, но относительно биологии вообще и ботаники в частности можно сказать, что по уровню развития историографии эти дисциплины занимают одно из последних мест.

## Этапы развития ботанической историографии
Отдельные историографические элементы — в форме ссылок на предшественников — появились в ботанической литературе очень рано, вскоре после её возникновения. Эти ссылки могли быть конкретными, а могли оставаться анонимными (обычно в форме «говорят») — как у Теофраста (IV—III века до н. э.) и Андреа Чезальпино (1519—1603).
Следующий этап донаучного развития историографии связан с именем швейцарского учёного Каспара Баугина (1560—1624), который был первым, кто ввёл историографический компонент в текст своего сочинения. Им был произведён полный учёт всего, что было сделано в области описания растений в послеантичный период. Для каждого описываемого им растения он приводил не только синонимику (использовавшиеся ко отношению к ним названия), но и указывал для каждого конкретного названия, кто именно из авторов впервые его ввёл.
Ещё одним источником историографических сведений в области ботаники стали так называемые «ботанические библиотеки» (лат. Bibliotheca botanica) — библиографические ботанические справочники (библиографические указатели). Первая такая с таким названием вышла в 1647 году, её автором был Овидий Монтальбанус (Иоганн Антоний Бумальди). При этом «Ботаническая библиотека» Карла Линнея, опубликованная в 1735 году, стала началом нового периода в развитии историографии ботаники, поскольку в этом сочинении Линнеем была дана методическая основа ботанической историографии как по отношению к изданиям на ботаническую тему, так и к их авторам. Среди других книг с таким названием можно выделить сочинения Жана-Франсуа Сегье (1740) и двухтомник Альбрехта фон Галлера (1771—1772).
Однако становление ботанической историографии как полноценной науки следует отнести только к XIX веку. Её основоположником стал немецкий учёный Курт Шпренгель (1766—1833). В своей «Истории ботаники», изданной сначала на латинском языке (1807—1808), а затем в переработанном виде на немецком языке (1817—1818), он предпринял первую попытку комплексно, «в целом», рассмотреть развитие ботаники. Среди тех, кто внёс существенный вклад в изучение ботанической историографии в XIX веке, видно место занимает также немецкий учёный Карл Ессен (1821—1889), который был одним из немногих историков-профессионалов среди авторов книг по истории ботаники; в своей работе 1864 года «Ботаника в настоящем и прошлом в культурно-историческом развитии…» он одним из первых среди историков ботаники сделал обзор историко-научных сочинений прошлого, который можно считать в полном смысле историографическим.